# Pohlern
Pohlern ist eine Einwohnergemeinde im Schweizer Kanton Bern. Sie gehört zum Verwaltungskreis Thun.

## Geographie
Der Ort liegt am Nordfuss der Stockhornkette im unteren Stockental. Pohlern ist in seinem südlichen Teil stark bewaldet und wird – je näher das Stockhorn liegt – immer gebirgiger. Der Bodenwald und der Engiwald sind die grössten Waldstücke. Am Nordhang der Stockhornkette entspringen die wichtigsten Gewässer der Gemeinde – (von Ost nach West) der Engibach, der Teuffibach und der Rutigraben. Der Weiler Obermatt an der Strasse zwischen Oberstocken und Blumenstein bildet heute eine Art Dorfzentrum. Sonst findet man bloss noch Häusergruppen und Einzelgehöfte. Vom gesamten Gemeindeareal von 9,89 km² sind 45,1 % Wald oder Gehölz und 15,7 % unproduktive Fläche. Weitere 37,1 % werden landwirtschaftlich genutzt, und nur 2,1 % ist Siedlungsfläche.
Der Ort grenzt im Süden an Därstetten, im Südosten und Osten an Oberstocken, im Osten an Höfen bei Thun, im Nordosten an Uebeschi und im Nordwesten und Westen an Blumenstein.

## Bevölkerung
Ende 2023 lebten 243 Personen in Pohlern.

### Sprachen
Die Bevölkerung spricht im Alltag eine hochalemannische Mundart, die zu den Dialekten des Berndeutschen gehört. Bei der letzten Volkszählung im Jahr 2000 gaben sämtliche Bewohner Deutsch als Hauptsprache an.

### Religionen – Konfessionen
In früheren Zeiten war die gesamte Einwohnerschaft Mitglied der Evangelisch-Reformierten Landeskirche. Im Jahr 2000 waren 90,27 % evangelisch-reformierte und 1,33 % römisch-katholische Christen. Daneben fand man 4,42 % Konfessionslose. 3,98 % verweigerten die Auskunft zu ihrem Glaubensbekenntnis.

### Herkunft – Nationalität
Ende 2014 waren von den 267 Einwohnern 251 (= 94,01 %) Schweizer Bürger. Bei der letzten Volkszählung waren 99,56 % Schweizer Staatsangehörige.

## Politik
Die Gemeindebehörde besteht aus einem sechsköpfigen Gemeinderat. Gemeindepräsident ist Thomas Krebs (FDP, Stand 2025).
Die Stimmenanteile der Parteien anlässlich der Nationalratswahl 2023 betrugen: SVP 70,4 % (+3,3 %), Mitte 9,4 % (+0,1 %), FDP 6,5 % (+2,7 %), EDU 6,1 % (+3,8 %), glp 2,1 % (−0,4 %), SP 2,1 % (−3,6 %), GPS 1,5 % (−0,8 %), EVP 0,3 % (−3,3 %).

## Verkehr
Die Gemeinde ist durch die Buslinie 3 Thun–Oberstocken–Blumenstein der Verkehrsbetriebe STI ans Netz des öffentlichen Verkehrs angeschlossen.
Pohlern liegt an der Strasse von Wimmis nach Wattenwil. Der nächstgelegene Autobahnanschluss ist Thun-Süd an der A6.

## Sonstiges
Ende November 2006 riss ein Wolf in Pohlern acht Schafe. Es ist dies erst das zweite nachgewiesene Tier nördlich der Alpen seit der Ausrottung.

## Sehenswürdigkeiten
In Pohlern stehen zahlreiche historische Bauernhäuser.